# Loaded (musikalbum)
Loaded, The Velvet Undergrounds fjärde album, släppt 1970. Det var det sista som Lou Reed medverkade på för gruppens räkning. Det var också det första utan trummisen Maureen Tucker, som var mammaledig. Hon ersattes mestadels av basisten Doug Yule.
Att albumet heter som det gör beror på att man här hade skrivit kontrakt med det stora skivbolaget Atlantic Records. Man fick uppmaningen om att undvika sånger om droger, sex och liknande och istället göra ett album laddat med hits, "loaded with hits".
Tidskriften Rolling Stone rankade albumet 2003 som nummer 109 på sin lista över de 500 bästa albumen genom tiderna. Detta var gruppens näst bästa placering på listan, efter Velvet Underground and Nico på 13:e plats.

## Låtlista
Låtar utan upphovsman skrivna av Lou Reed.
Sida ett
1. "Who Loves the Sun" - 2:50
2. "Sweet Jane" - 3:55
3. "Rock & Roll" - 4:47
4. "Cool It Down" - 3:05
5. "New Age" - 5:20

Sida två
1. "Head Held High" - 2:52
2. "Lonesome Cowboy Bill" (Sterling Morrison/Lou Reed/Doug Yule) - 2:48
3. "I Found a Reason" - 4:15
4. "Train Round the Bend" - 3:20
5. "Oh! Sweet Nuthin'" - 7:23